# Jorge Zulueta
Jorge Zulueta (* 9. Januar 1934 in Lomas de Zamora, Provinz Buenos Aires) ist ein argentinischer Pianist.

## Leben
Franz Schrekers Tochter Haidy (1910–1993) lernte den Musikstudenten Jorge Zulueta über ihren Mann Eugenio Bures (1901–1990), einen Klavierpädagogen, in Argentinien kennen. Die Witwe Maria Schreker (1892–1978) vertraute Zulueta den Nachlass ihres verstorbenen Mannes an. 1987 wurde Zulueta Präsident der von Haidy Schreker initiierten „Société Franz Schreker“ in Paris.
Im Jahr 1956 gewann er den Kranichsteiner Musikpreis für Klavier in Darmstadt. 1968 war er Mitbegründer der „Grupo Acción Instrumental“ in Buenos Aires. Er veröffentlichte u. a. zu Claude Debussy (1966), Arnold Schönberg (1965, mit Jacobo Romano) und Juan Carlo Paz (1975).